# イーグルパブリシング
株式会社イーグルパブリシング（Eagle Publishing Co., Ltd.）は、日本の出版社。本社は東京都渋谷区に所在。
主にコンピュータゲームの攻略本を製作している編集プロダクションであるターニング・ポインツの関連企業である。2000年代後半は、いわゆる「萌え本」を数多く出版しており、一部のタイトルは台湾・銘顕文化事業により繁体字中文に翻訳出版されていたが、2011年度より「攻略本」を軸とした出版社に業務形態を変更。この場合の「攻略」は従来のゲームを対象としたものに限らずビジネス・ライフ・エンタテインメント全般とより定義を拡大したものとなっている。